# Roman Rindberger

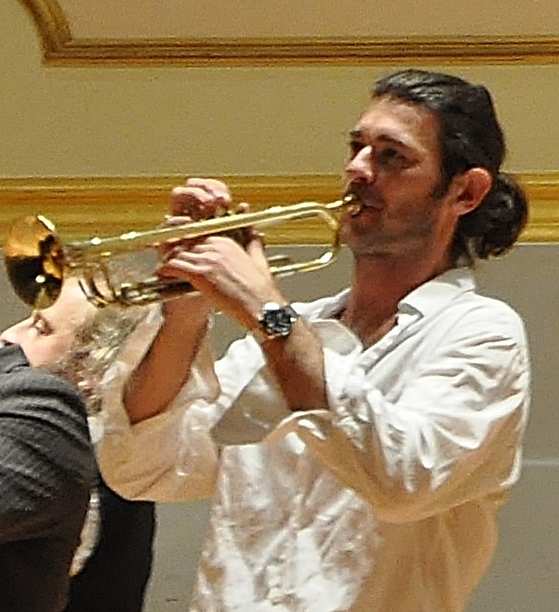
Roman Rindberger (2012)

Roman Rindberger (* 1973 in Oberösterreich) ist ein österreichischer Trompeter und Hochschullehrer.

## Leben
Roman Rindberger stammt aus einer Musikerfamilie und wuchs in Zell am Moos auf. Im Alter von sechs Jahren begann er Trompete zu spielen und erhielt Unterricht von seinem Vater, einem studierten Trompeter und Leiter der örtlichen Blaskapelle. Er spielte bereits als Kind Volksmusik mit seinem Vater und seinen beiden Brüdern. Im Alter von 17 Jahren begann er ein Studium am Salzburger Mozarteum, finanziert durch ein Stipendium und Lehrtätigkeit am Salzburger Musikschulwerk. Es folgten Studien bei Malte Burba an der Hochschule für Musik Mainz. 1996 studierte er für zwei Jahre in Salzburg bei Hans Gansch. Danach erhielt Rindberger Stipendien an der Zürcher Oper und 1998 an der Karajan-Akademie der Berliner Philharmoniker. Ein Masterstudium schloss er später bei Schuhwerk an der Musik-Akademie der Stadt Basel ab.
Rindberger übernahm zunächst eine Stelle an der Bayerischen Staatsoper in München und wurde im Jahr 2000 Solotrompeter am Hessischen Staatstheater Wiesbaden.  Nach vier Jahren Orchestertätigkeit fragte ihn Thomas Gansch 2004, ob er bei Mnozil Brass mitwirken möge. Rindberger sagte zu und ist seitdem als selbstständiger Musiker tätig.
Seit 2012 lehrt Rindberger zudem als Universitätsprofessor an der Musik und Kunst Privatuniversität der Stadt Wien. Zu seinen Schülern gehören u. a. Selina Ott, Matthias Kernstock (Solotrompeter Wiener Symphoniker) und Lorenz Jansky (Solotrompeter Komische Oper Berlin).
Er ist verheiratet und Vater zweier Kinder.